# Warcisław VIII
Warcisław VIII (ur. 1373, zm. 20, 22 lub 23 sierpnia 1415) – książę bardowski i rugijski; syn Warcisława VI i Anny. Niemieckojęzyczna literatura przedmiotu nadała mu przydomek Germatius.

## Życie i panowanie
Należał do stanu duchownego. W 1387 otrzymał archidiakonat trzebusicki, a w 1391 był także posiadaczem kanonii zwierzyńskiej i lubeckiej.
Po śmierci stryja Bogusława VI w 1393 otrzymał dyspensę papieża na wystąpienie ze stanu duchownego i zawarcie małżeństwa. Po śmierci ojca w 1394 podzielił się księstwem z bratem Barnimem VI, gdzie dochodziło do licznych sporów między książętami a miastami. Objął wschodnią część księstwa z grodem stołecznym w Wołogoszczy. Po zgonie brata w 1405, objął regencję w imieniu jego małoletnich synów Warcisława IX i Barnima VII.
Podczas wojny polsko-krzyżackiej w latach 1409–1411 opowiedział się po stronie zakonu i wysyłał posiłki zbrojne do Nowej Marchii za 2 tysiące kop groszy praskich. Uczestniczył w obradach I pokoju toruńskiego w 1411.
Zmarł w sierpniu 1415. Prawdopodobnym miejscem jego pochówku był klasztor benedyktynów w Pudagli.

## Rodzina
Warcisław VIII był żonaty z Agnieszką, niewiadomego dotąd pochodzenia. Dawniejsza literatura przedmiotu za W. Jobstem podaje, że była córką Eryka IV, księcia sasko-lauenburskiego. Książę ze związku małżeńskiego miał czworo dzieci:
- Warcisława Młodszego (ur. przed lub ok. 1398, zm. po 8 listopada 1414 a przed 20–23 sierpnia 1415) – zmarłego przed zgonem ojca,
- Barnima VIII (Młodszego) (ur. w okr. 1403–1405, zm. 19 grudnia 1451) – księcia bardowskiego i rugijskiego,
- Świętobora II Spokojnego (ur. w okr. 1407–1408, zm. 1432) – księcia rugijskiego,
- Zofię (ur. przed 1415, zm. po 17 marca 1453) – żonę Wilhelma, księcia meklemburskiego na Orlach (Werle)[7].

### Genealogia
| Barnim IV Dobry ur. w okr. 1319–1320 zm. 22 VIII 1365 | Barnim IV Dobry ur. w okr. 1319–1320 zm. 22 VIII 1365 |                                                 |                                                 | Zofia ur. w okr. 1324–1325 zm. zap. 5 IX 1364 | Zofia ur. w okr. 1324–1325 zm. zap. 5 IX 1364 |  |  | Jan I ur. ? zm. ? | Jan I ur. ? zm. ? |                                          |                                          | Anna holsztyńska ur. ? zm. ? | Anna holsztyńska ur. ? zm. ? |
|                                                       |                                                       |                                                 |                                                 |                                               |                                               |  |  |                   |                   |                                          |                                          |                              |                              |
|                                                       |                                                       |                                                 |                                                 |                                               |                                               |  |  |                   |                   |                                          |                                          |                              |                              |
|                                                       |                                                       | Warcisław VI (Jednooki) ur. 1346 zm. 13 VI 1394 | Warcisław VI (Jednooki) ur. 1346 zm. 13 VI 1394 |                                               |                                               |  |  |                   |                   | Anna ur. najwcz. 1347 zm. po 14 III 1399 | Anna ur. najwcz. 1347 zm. po 14 III 1399 |                              |                              |
|                                                       |                                                       |                                                 |                                                 |                                               |                                               |  |  |                   |                   |                                          |                                          |                              |                              |
|                                                       |                                                       |                                                 |                                                 |                                               |                                               |  |  |                   |                   |                                          |                                          |                              |                              |
|                                                       |                                                       |                                                 |                                                 |                                               |                                               |  |  |                   |                   |                                          |                                          |                              |                              |

|                                                                                   |                                                                                   | Agnieszka ur. ? zm. 1435 OO w okr. 8 III–28 V 1393         | Agnieszka ur. ? zm. 1435 OO w okr. 8 III–28 V 1393         | Warcisław VIII (ur. 1373, zm. 20, 22 lub 23 VIII 1415) | Warcisław VIII (ur. 1373, zm. 20, 22 lub 23 VIII 1415) |                                         |                                         |  |  |
|                                                                                   |                                                                                   |                                                            |                                                            |                                                        |                                                        |                                         |                                         |  |  |
|                                                                                   |                                                                                   |                                                            |                                                            |                                                        |                                                        |                                         |                                         |  |  |
|                                                                                   |                                                                                   |                                                            |                                                            |                                                        |                                                        |                                         |                                         |  |  |
| Warcisław Młodszy ur. przed lub ok. 1398 zm. po 8 XI 1414 a przed 20–23 VIII 1415 | Warcisław Młodszy ur. przed lub ok. 1398 zm. po 8 XI 1414 a przed 20–23 VIII 1415 | Barnim VIII (Młodszy) ur. w okr. 1403–1405 zm. 19 XII 1451 | Barnim VIII (Młodszy) ur. w okr. 1403–1405 zm. 19 XII 1451 | Świętobor II Spokojny ur. w okr. 1407–1408 zm. 1432    | Świętobor II Spokojny ur. w okr. 1407–1408 zm. 1432    | Zofia ur. przed 1415 zm. po 17 III 1453 | Zofia ur. przed 1415 zm. po 17 III 1453 |  |  |

### Opracowania
- Kozłowski K., Podralski J., Gryfici książęta Pomorza Zachodniego, Szczecin 1984, ISBN 83-03-00530-8.
- Edward Rymar, Rodowód książąt pomorskich, Szczecin: Książnica Pomorska im. Stanisława Staszica, 2005, ISBN 83-87879-50-9, OCLC 69296056. Brak numerów stron w książce
- Szymański J.W., Książęcy ród Gryfitów, Goleniów – Kielce 2006, ISBN 83-7273-224-8.

### Literatura dodatkowa (online)
- Madsen U., Wartislaw VIII. Herzog von Pommern-Wolgast (niem.), [dostęp 2012-06-24].